# Supercoppa ucraina 2021 (pallavolo femminile)
La Supercoppa ucraina 2021, 6ª edizione della Supercoppa nazionale di pallavolo femminile, si è svolta dal 27 al 28 novembre 2021: al torneo hanno partecipato quattro squadre di club ucraine e la vittoria finale è andata per la seconda volta consecutiva al Prometej.

## Regolamento
Al torneo erano qualificate le prime tre squadre classificate al termine della Superliha 2020-21 e la vincitrice della Coppa d'Ucraina 2020-2021, la finalista nel caso in cui una delle prime tre classificate in campionato fosse anche detentore della coppa nazionale o la vincitrice della finale 3º posto nel caso in cui entrambe le finaliste si fossero classificate nei primi tre posti in campionato.
Le squadre hanno disputato semifinali e finale in gara unica con accoppiamenti effettuati tramite sorteggio.

## Squadre partecipanti
| Squadra  | Qualificazione                                                | Ultima partecipazione   |
| -------- | ------------------------------------------------------------- | ----------------------- |
| Chimik   | 2ª in Superliha 2020-21 e finalista Coppa d'Ucraina 2020-2021 | Supercoppa ucraina 2020 |
| Orbita   | 3ª in Superliha 2020-21                                       | Supercoppa ucraina 2019 |
| Prometej | Vincitrice Superliha 2020-21 e Coppa d'Ucraina 2020-2021      | Supercoppa ucraina 2020 |
| Rehina   | 3ª in Coppa d'Ucraina 2020-2021                               | Debutto                 |

## Torneo

### Tabellone
|  | Semifinali | Semifinali |        |          | Finale | Finale |  |
|  |            |            |        |          |        |        |  |
|  | Prometej   | 3          |        |          |        |        |  |
|  | Prometej   | 3          |        |          |        |        |  |
|  | Chimik     | 0          |        |          |        |        |  |
|  | Chimik     | 0          |        | Prometej | 3      |        |  |
|  |            |            |        | Prometej | 3      |        |  |
|  |            |            | Orbita | 1        |        |        |  |
|  | Orbita     | 3          | Orbita | 1        |        |        |  |
|  | Orbita     | 3          |        |          |        |        |  |
|  | Rehina     | 0          |        |          |        |        |  |

### Semifinali
| 27 novembre 2021 Sportkompleks Slobožanskyj, Slobožans'ke Durata: 1h:07 - Spettatori: 263 | Prometej | 3 - 0 | Chimik | 25-22, 25-15, 25-16 |
| 27 novembre 2021 Sportkompleks Slobožanskyj, Slobožans'ke Durata: 0h: 51- Spettatori: ?   | Orbita   | 3 - 0 | Rehina | 25-11, 25-15, 25-11 |

### Finale
| 28 novembre 2021 Sportkompleks Slobožanskyj, Slobožans'ke Durata: 1h:38 - Spettatori: 239 | Prometej | 3 - 1 | Orbita | 25-27, 25-17, 27-25, 25-21 |